# Ehemalige Baggergrube östlich Basedow
Die Ehemalige Baggergrube östliche Basedow ist ein Naturschutzgebiet in den schleswig-holsteinischen Gemeinden Lanze und Dalldorf im Kreis Herzogtum Lauenburg.
Das rund 57 Hektar große Naturschutzgebiet ist unter der Nummer 151 in das Verzeichnis der Naturschutzgebiete des Ministeriums für Landwirtschaft, Umwelt und ländliche Räume eingetragen. Es wurde 1991 ausgewiesen (Datum der Verordnung: 16. Dezember 1991). Im Osten grenzt es an das Naturschutzgebiet „Stecknitz-Delvenau-Niederung“. Zuständige untere Naturschutzbehörde ist der Kreis Herzogtum Lauenburg.
Das Schutzgebiet liegt östlich von Basedow. Es wird im Westen von der Bahnstrecke Lübeck–Lüneburg und im Norden vom Elbe-Lübeck-Kanal begrenzt.
Das Naturschutzgebiet stellt ein aufgelassenes Bodenabbaugebiet und die angrenzenden Flächen unter Schutz. Das Bodenabbaugebiet besteht aus mehreren Teichen sowie Sekundärstandorten, Rohbodenflächen und Steilwänden. Die Flächen werden überwiegend von Gebüschen und Pionier- und Wildkrautfluren eingenommen. Die angrenzenden Flächen, landwirtschaftliche Nutzflächen sowie Waldflächen und ein Heidewaldrest, wurden als Puffer- und Entwicklungszone in das Naturschutzgebiet eingezogen.
Das Gebiet wird von der Gruppe Büchen des Naturschutzbundes Deutschland betreut. Es ist über zwei Straßen zugänglich.